# 小行星26238
小行星26238（26238 Elduval）是一颗绕太阳运转的小行星，为主小行星带小行星。该小行星于1998年8月发现。

## 轨道参数
小行星26238的轨道半长轴为346 014 029 km（2.3129280 UA），离心率为0.129。